# Sénas
Sénas ist eine französische Gemeinde mit 6829 Einwohnern (Stand 1. Januar 2022) im Département Bouches-du-Rhône in der Region Provence-Alpes-Côte d’Azur.

## Geografie
Der Ort liegt an der Bergkette der Alpilles, zwölf Kilometer nördlich von Salon-de-Provence. Im Norden liegt der Nachbarort Orgon. Die Gemeinde liegt an der Durance.
Das Gemeindegebiet gehört zum Regionalen Naturpark Alpilles.

## Geschichte
Seit 1512 verbindet eine Fähre den Ort mit Mérindol auf der anderen Durance-Seite.
1838 war Sénas Fundort der "Stèles d’Orgon", der Stelen von Orgon. Sie sind Überreste einer neolithischen Siedlungsform in den Alpilles.

### Bevölkerungsentwicklung
| Jahr      | 1962 | 1968 | 1975 | 1982 | 1990 | 1999 | 2008 | 2018 |
| Einwohner | 2917 | 3008 | 3265 | 3906 | 5113 | 5618 | 6317 | 6930 |

## Sehenswürdigkeiten
- Kirche aus dem 12. Jahrhundert
- Ruinen der Burg von Sénas
- Kriegerdenkmal

## Wirtschaft und Infrastruktur
Die Gemeinde liegt an der Autoroute du Soleil. In unmittelbarer Nähe zum Ortskern befindet sich die Auffahrt Sénas.
Sénas gehört zum Anbaugebiet des Vin de Pays des Alpilles.